# أمبيل
بلدية أمبيل (بالإسبانية: Ambel) هي بلدية تقع في مقاطعة سرقسطة التابعة لمنطقة أراغون شمال شرق إسبانيا.

## الديموغرافيا
بلغ عدد سكان بلدية أمبيل 290 نسمة عام 2011 (وفقاً للمعهد الوطني الإسباني للإحصاء).
| 371 | 361 | 345 | 323 | 330 | 311 | 290 |